# Irena Swanson
Irena Swanson ist eine amerikanische Mathematikerin und Hochschullehrerin. Sie ist auf kommutative Algebra spezialisiert und leitet das Mathematische Institut an der Purdue University.

## Leben und Wirken
Swanson stammt ursprünglich aus Slowenien, damals Teil von Jugoslawien. Sie kam während ihres letzten Schuljahres als Austauschschülerin nach Tooele, Utah. Am Reed College studierte sie Mathematik als Hauptfach und erwarb 1987 ihren Bachelor-Abschluss mit einer Arbeit über Funktionalanalysis. Anschließend besuchte sie die Purdue University und erwarb 1992 ihren Ph.D. in Mathematik. Ihre Dissertation Tight Closure, Joint Reductions, And Mixed Multiplicities wurde von Craig Huneke betreut. Im Anschluss war sie assistant professor an der University of Michigan und ab 1995 an der New Mexico State University, wo sie 2005 eine reguläre Professur erhielt. Noch im selben Jahr wurde sie als Professorin an das Reed College berufen.
2020 kehrte Swanson an die Purdue University zurück, als Leiterin des Mathematischen Instituts und als erste Frau in dieser Position.

## Publikationen (Auswahl)
Gemeinsam mit Craig Huneke ist Swanson Autorin des Buches Integral Closure of Ideals, Rings, and Modules (Cambridge University Press, 2006). Derzeit ist sie Mitherausgeberin des Journal of Commutative Algebra. Swanson gestaltet außerdem mathematische Quilts und erfand eine Quilttechnik (tube piecing), mit der sich Quilts effizienter herstellen lassen.

## Ehrungen
- 2018:  Fulbright Scholar für einen Aufenthalt an der Universität Graz.[8]
- 2019: Fellow der American Mathematical Society.[9]